# Hedeoma oblatifolia
Hedeoma oblatifolia là một loài thực vật có hoa trong họ Hoa môi. Loài này được Villarreal mô tả khoa học đầu tiên năm 1993.